# Seznam gubernií Ruského impéria

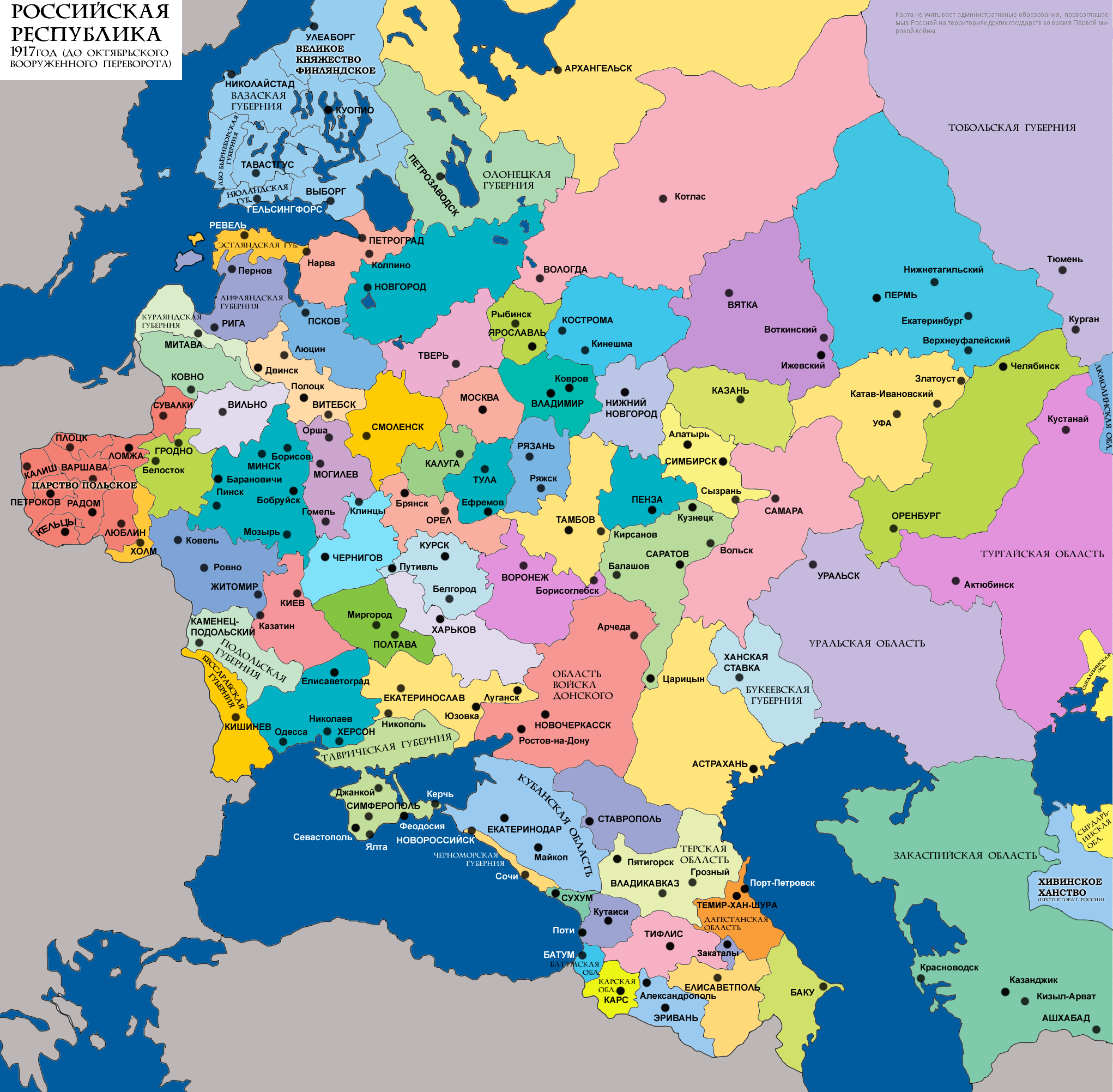
Mapa gubernií v západní části Ruska

Toto je seznam gubernií v Ruském impériu.
| Název gubernie                                   | Období                                                          | Poznámka |  |
| ------------------------------------------------ | --------------------------------------------------------------- | --- |  |
| Augustovská gubernie                             | 1837–1867                                                       | Vznikla v roce 1837 z Augustovského vojvodství. V roce 1867 byla rozdělena na Lomžskou a Suvalskou gubernií. |  |
| Azovská gubernie                                 | 18. prosinec 1708–1725 1775–1783                                | V roce 1725 byla sloučena s Voroněžskou a v roce 1783 s Novoruskou gubernií. |  |
| Archangelská gubernie                            | 18. prosinec 1708 – 14. leden 1929                              | |  |
| Archangelogorodská gubernie                      | 18. prosinec 1708 – 25. leden 1780                              | V roce 1780 byla gubernie přejmenována na Vologodské místodržitelství. |  |
| Astrachaňská gubernie                            | 1717–1785, 1796–1802                                            | Po prvním dělení Ruského impéria na 8 gubernií se stala součástí Kazaňské gubernie. Podle nařízení z 12. a 31. prosince 1796 byla gubernie znovu zřízena. 15. listopadu 1802 byla rozdělena na Kavkazskou a Astrachaňskou gubernii. |  |
| Bakuská gubernie                                 | 1859–1920                                                       | |  |
| Bělgorodská gubernie                             | 1. březen 1727–1779                                             | |  |
| Besarabská gubernie                              | 1873–1917                                                       | |  |
| Běloruská gubernie                               | 12. prosinec 1796–1802                                          | |  |
| Braclavská gubernie                              | 1793–1796                                                       | |  |
| Černigovská gubernie                             | 28. leden 1802                                                  | |  |
| Černomořská gubernie                             | 1896–1918                                                       | |  |
| Derbentská gubernie                              | 1846–1860                                                       | |  |
| Estonská gubernie                                | 1796                                                            | |  |
| Finská gubernie                                  | 1804-počátek 20. století                                        | Jejím předchůdcem bylo Vyborské místodržitelství (do roku 1804). |  |
| Grodenská gubernie                               | 1801                                                            | Gubernie vznikla po rozdělení Litevské gubernie. |  |
| Gruzínská gubernie                               | 1801–1840                                                       | V roce 1840 se její území stalo součástí Gruzínsko-imeretské gubernie. |  |
| Gruzínsko-imeretská gubernie                     | 1840–1846                                                       | V roce 1846 se na jejím území utvořila nová Tbiliská a Kutajsská gubernie. |  |
| Charkovská gubernie                              | 25. duben 1781–1797, 1835–1925                                  | V letech 1765–1780 a 1797–1835 nesla gubernie svůj původní název Slobodoukrajinská gubernie. V letech 1835–1925 se znovu jmenovala Charkovská gubernie. |  |
| Chelmská gubernie                                | 1912–1916                                                       | Vznikla vydělením území z částí Lublinské a Sedlecké gubernie v roce 1912. Zanikla v roce 1916 v důsledku událostí v průběhu první světové války. |  |
| Chersonská gubernie                              | 15. květen 1803–1922                                            | Jejím předchůdcem byla Nikolajevská gubernie, s níž se znovu sloučila v roce 1922. |  |
| Ingermanlandská gubernie                         | 1708–1710                                                       | Po roce 1710 byla sloučena s Petrohradskou gubernii a zanikla. |  |
| Irkutská gubernie                                | 1764–1926                                                       | Vznikla rozdělením Sibiřské gubernie v roce 1764. |  |
| Izjaslavská gubernie                             | 1764–1926                                                       | Do roku 1795 nesla gubernie název Izjaslavská gubernie a v letech 1792–1925 se nazývala Volyňská gubernie. |  |
| Jaroslavská gubernie                             | 1796                                                            | Předcházela jí Jaroslavská provincie, která vznikla v soustavě Sankt-Peterburské gubernie v roce 1719. |  |
| Jekatěrinoslavská gubernie                       | 8. říjen 1802–1925                                              | Gubernie vznikla vydělením z Novoruské gubernie. |  |
| Jelizavetpolská gubernie                         | 1868                                                            | |  |
| Jenisejská gubernie                              | 1822–1925                                                       | |  |
| Jerevanská gubernie                              | 1850–1917                                                       | |  |
| Kališská gubernie                                | 1837–1944, 1867–1916                                            | Vznikla v roce 1837 z Kališského vojvodství. V roce 1844 byla sloučena s Mazovskou gubernií do Varšavské gubernie. Z Varšavské gubernie byla opět vyčleněna v roce 1867. Zanikla v roce 1916 v důsledku událostí v průběhu první světové války. |  |
| Kalužská gubernie                                | 24. srpen 1776–1929                                             | |  |
| Kavkazská gubernie                               | 1803–1822                                                       | |  |
| Kaunaská gubernie                                | 18. prosinec 1842–1781, 1796                                    | |  |
| Kazaňská gubernie                                | 18. prosinec 1708–1781, 1796                                    | V letech 1781–1796 to bylo Kazaňské místodržitelství. |  |
| Kielecká gubernie                                | 1841–1844, 1867–1916                                            | Vznikla v roce 1841 z Krakovské gubernie. V roce 1844 byla včleněna do Radomské gubernie. Z Radomské gubernie byla opět vyčleněna v roce 1867. Zanikla v roce 1916 v důsledku událostí v průběhu první světové války. |  |
| Kolyvanská gubernie                              | 1779–1782                                                       | |  |
| Kostromská gubernie                              | 12. prosinec 1796–1929                                          | Předchůdcem gubernie bylo Kostromské místodržitelství. |  |
| Krakovská gubernie                               | 1837–1841                                                       | Vznikla v roce 1837 z Krakovského vojvodství. V roce 1841 byla přejmenována na Kieleckou gubernii. |  |
| Krymská gubernie                                 | 1802                                                            | Gubernie byla vytvořena po rozdělení Novoruské gubernie. |  |
| Kuronská gubernie                                | 24. prosinec 1796                                               | Do 24. prosince 1796 Kurlandské místodržitelství. |  |
| Kurská gubernie                                  | 1797 – 16. červenec 1928                                        | |  |
| Kutajská gubernie                                | 1801–1840                                                       | Od roku 1840 se společně s Arménskou a Imeretskou oblastí stala součástí Gruzínsko-imeretské gubernie. |  |
| Kyjevská gubernie                                | 18. prosinec 1708–1923                                          | |  |
| Litevská gubernie                                | 1796–1801                                                       | Gubernie vznikla po třetím dělení Polska v roce 1796 a v roce 1801 se rozdělila na Vilenskou a Grodenskou gubernii. |  |
| Livonská gubernie                                | 1796                                                            | V letech 1713–1783 se nazývala Rižská gubernie, v letech 1783–1796 Rižské místodržitelství. |  |
| Lomžská gubernie                                 | 1867                                                            | Vznikla v roce 1867 vydělením z Augustovské a Plocké gubernie. Zanikla v roce 1916 v důsledku událostí v průběhu první světové války. |  |
| Lublinská gubernie                               | 1867                                                            | Vznikla v roce 1837 z Lublinského vojvodství. Zanikla v roce 1916 v důsledku událostí v průběhu první světové války. |  |
| Maloruská gubernie                               | 1764–1781, 1796                                                 | |  |
| Mazovská gubernie                                | 1837–1844                                                       | Vznikla v roce 1837 z Mazovského vojvodství. V roce 1844 byla sloučena s Kališskou gubernií do Varšavské gubernie. |  |
| Minská gubernie                                  | 3. duben 1793–1795, 1796–1921                                   | V letech 1795–1796 Minské místodržitelství. |  |
| Mohylevská gubernie                              | 1772–1796, 1802–1919                                            | Předchůdcem gubernie bylo Mohylevské místodržitelství, zřízeno 22. března 1777. V roce 1796 byla sloučena s Běloruskou gubernií, od níž se znovu oddělila v roce 1802. Po rozpadu několik jejích okresů utvořilo Gomelskou gubernii. |  |
| Moskevská gubernie                               | 12. prosinec 1708 – 14. leden 1929                              | |  |
| Nikolajevská gubernie                            | 1802 – 15. květen 1803                                          | Od 15. května 1803 byla přejmenována na Chersonskou gubernii. |  |
| Nižněnovgorodská gubernie                        | 1719–1779 1796–14 . leden 1929                                  | V letech 1781–1796 to bylo Nižněnovgorodské místodržitelství. |  |
| Novgorodsko-severská gubernie (místodržitelství) | 1781–1796                                                       | |  |
| Novgorodská gubernie                             | 1727 – 1. srpen 1927                                            | Gubernie vznikla vydělením ze Sankt-Peterburské gubernie. |  |
| Novoruská gubernie                               | 1764–1783, 1797–1802                                            | |  |
| Oloněcká gubernie                                | 9. září 1801–1922                                               | Gubernii předcházelo Oloněcké místodržitelství, které vzniklo 22. května 1784 a 12. prosince 1796 se rozdělilo na Archangelskou a Novgorodskou gubernii. Samostatná gubernie vznikla 9. září 1801. |  |
| Orenburská gubernie                              | 15. březen 1744–23. únor 1781, 23. březen 1797–7. prosinec 1934 | V období 23. únor 1781 – 23. březen 1797 to bylo Ufské místodržitelství. Po roce 1797 gubernie měla svůj původní název a v květnu 1865 se od ní oddělila Ufská gubernie a v roce 1919 Čeljabinská gubernie, která existovala v letech 1919–1923. |  |
| Orlovská gubernie                                | 1744–5. září 1778, 12. prosinec 1796–1928                       | V období 5. září 1778–12. prosinec 1796 bylo na území gubernie Orlovské místodržitelství. |  |
| Penzenská gubernie                               | 12. prosinec 1796–15. březen 1797 9. září 1801–1928             | Gubernii předcházelo Penzenské místodržitelství, které fungovalo v období 15. září 1780–12. prosinec 1796. Od 15. března 1797 se stala součástí Saratovské gubernie. Dne 9. září 1801 byla gubernie obnovena. |  |
| Permská gubernie                                 | 1781–1923                                                       | Dne 1. prosince 1780 Kateřina II. podepsala nařízení o vzniku Permského místodržitelství, které předcházelo gubernii. |  |
| Petrohradská gubernie                            | 1796–1927                                                       | Do roku 1914 se v ruštině jmenovala Sankt-Peterburgskaja gubernija a v letech 1914–1924 Petrogradskaja gubernija. V letech 1924–1927 se nazývala Leningradská gubernie. Dne 1. srpna 1927 se z gubernie vytvořila Leningradská oblast. |  |
| Piotrkovská gubernie                             | 1867–1916                                                       | Vznikla vydělením území z částí Radomské a Varšavské gubernie v roce 1867. Zanikla v roce 1916 v důsledku událostí v průběhu první světové války. |  |
| Plocká gubernie                                  | 1837–1916                                                       | Vznikla v roce 1837 z Plockého vojvodství. V roce 1867 byla z její části vyčleněna Lomžská gubernie. Zanikla v roce 1916 v důsledku událostí v průběhu první světové války. |  |
| Podleská gubernie                                | 1837–1844                                                       | Vznikla v roce 1837 z Podleského vojvodství. V roce 1844 byla začleněna do Lublinské gubernie. V roce 1867 byla obnovena jako Seldecká gubernie. |  |
| Podolská gubernie                                | 1797-                                                           | Jejím předchůdcem v letech 1795–1797 bylo Podolské místodržitelství. V roce 1725 byla sloučena s Voroněžskou a roku 1793 s Novoruskou gubernií. |  |
| Polacká gubernie                                 | 4. září 1776–1778                                               | V roce 1778–1796 to bylo Polacké místodržitelství. Od roku 1796 gubernie patřila do soustavy Běloruské gubernie. |  |
| Poltavská gubernie                               | 1812                                                            | |  |
| Pskovská gubernie                                | 1796–1927                                                       | V letech 1777–1796 to bylo Pskovské místodržitelství. |  |
| Radomská gubernie                                | 1844–1916                                                       | Vznikla v roce 1844 ze Sandoměřské gubernie. Zanikla v roce 1916 v důsledku událostí v průběhu první světové války. |  |
| Rižská gubernie                                  | 1713–3. červen 1783                                             | V období 3. červen 1783–12. prosinec 1796 bylo na území gubernie zřízeno Rižské místodržitelství. Pak se gubernie stala součástí Livonské gubernie a zanikla. |  |
| Rjazaňská gubernie                               | 1796–1929                                                       | Jejím předchůdcem byla Perejaslavl-Rjazaňská gubernie, která vznikla v roce 1778. V srpnu toho roku zanikla a zformovalo se Rjazaňské místodržitelství. Od roku 1796 se nazývala Rjazaňská gubernie. |  |
| Samarská gubernie                                | 1. leden 1851–1917                                              | V letech 1708–1717 byla součástí Kazaňské gubernie, 1717–1780 Astrachaňské gubernie a v letech 1780–1796 Simbirského místodržitelství. Neoficiálně je gubernií od roku 1796. |  |
| Sandoměřská gubernie                             | 1837–1844                                                       | Jejím předchůdcem bylo Sandoměřské vojvodství, které patřilo do Polského království. Po roce 1844 společně s Kielckou gubernií vytvořila Radomskou gubernii. |  |
| Saratovská gubernie                              | 5. březen 1797–1930                                             | V období 11. březen 1780–5. březen 1797 bylo jejím předchůdcem Saratovské místodržitelství, slavnostně otevřeno dne 3. února 1781 na základě nařízení Kateřiny II. Ze dne 7. listopadu 1780. Dne 12. prosince 1796 byla gubernie na základě příkazu zlikvidována a její území se rozdělilo mezi Penzenskou a Astrachaňskou gubernii. Dne 5. března 1797 byla však znovu obnovena. |  |
| Sedlecká gubernie                                | 1867–1916                                                       | Vznikla v roce 1867 vydělením z větší Lublinské gubernie. Zanikla v roce 1916 v důsledku událostí v průběhu první světové války. |  |
| Sibiřská gubernie                                | 12. prosinec 1708–1782                                          | |  |
| Simbirská gubernie                               | 1796–1924                                                       | Předchůdcem gubernie bylo Simbirské místodržitelství, které vzniklo 15. září 1780. V roce 1924 se přejmenovala na Uljanovskou gubernii, která zanikla během ekonomické rajonizace Svazu sovětských socialistických republik. Dne 19. ledna 1943 z bývalých území gubernie vznikla Uljanovská oblast.                                                                              |  |
| Slobodoukrajinská gubernie                       | 1765–1780, 1797–1835                                            | V letech 1781–1797 se nazývala Charkovská gubernie. |  |
| Slonimská gubernie                               | 1795–1796                                                       | V roce 1796 byla sloučena s Litevskou gubernií. |  |
| Smolenská gubernie                               | 12. prosinec 1708–1719, 1728–1775, 1796 – 14. leden 1929        | V letech 1719–1728 byla součástí Rižské gubernie a v letech 1775–1796 Smolenského místodržitelství. |  |
| Stavropolská gubernie                            | 5. květen 1847–1. červenec 1924                                 | |  |
| Suvalská gubernie                                | 1867–1916                                                       | Vznikla v roce 1867 z větší části Augustovské gubernie. Zanikla v roce 1916 v důsledku událostí v průběhu první světové války. |  |
| Šemachinská gubernie                             | 1846–1859                                                       | |  |
| Talinnská gubernie                               | 1719–1796                                                       | V letech 1783–1796 Talinnské místodržitelství. V roce 1796 byla přejmenována na Estonskou gubernii. |  |
| Tambovská gubernie                               | 1796–1928                                                       | Předchůdcem gubernie bylo Tambovské místodržitelství, které fungovalo v letech 1779–1796. |  |
| Tavrická gubernie                                | 1802–1917                                                       | Formálně zanikla po skončení občanské války v roce 1921. |  |
| Tbiliská gubernie                                | 1846–1874                                                       | Od roku 1867 byla součástí Kutajsské gubernie. V roce 1725 byla sloučena s Voroněžskou a 1793 Novoruskou gubernií. |  |
| Tobolská gubernie                                | 1796–1919                                                       | Předchůdcem Tobolské gubernie bylo Tobolské místodržitelství, které vzniklo v roce 1782. Po roce 1919 se změnila na Ťumeňskou gubernii. |  |
| Tomská gubernie                                  | 25. únor 1804–25. květen 1925                                   | |  |
| Tulská gubernie                                  | 9. březen 1777 – 19. září 1777, 1796–26. září 1937              | Od 19. září 1777 do konce roku 1796 bylo zřízeno Tulské místodržitelství. |  |
| Tverská gubernie                                 | 1775–1780, 1796–1917, 1917–1929                                 | V letech 1780–1796 to bylo Tverské místodržitelství, které vzniklo 25. listopadu 1775. |  |
| Ufská gubernie                                   | 1865–14. červen 1922                                            | Vznikla v roce 1865 rozdělením Orenburské gubernie. 14. června 1922 se stala součástí Republiky Baškortostán. |  |
| Varšavská gubernie                               | 1844– 1916                                                      | Vznikla v roce 1844 sloučením Mazovské a Kališské gubernie. V roce 1867 z ní byla Kališská gubernie opět oddělena. Zanikla v roce 1916 v důsledku událostí v průběhu první světové války. |  |
| Vilenská gubernie                                | 1795–1796                                                       | V roce 1796 se společně se Slonimskou gubernií staly součástí Litevské gubernie. V roce 1801 po jejím rozdělení vznikly opět Vilenská a Grodenská gubernie. |  |
| Vjatská gubernie                                 | 1796–14. prosinec 1929                                          | Gubernii předcházelo Vjatské místodržitelství. |  |
| Vitebská gubernie                                | 1802                                                            | |  |
| Vladimirská gubernie                             | 2. březen 1778–1929                                             | |  |
| Vozněsenská gubernie                             | 1795–1796                                                       | V roce 1796 se stala součástí Novoruské gubernie. |  |
| Vologodská gubernie                              | 1796–1918                                                       | |  |
| Volyňská gubernie                                | 1796–1925                                                       | V letech 1792–1795 Izjaslavské, 1795–1796 Volyňské místodržitelství a od roku 1796 gubernie. |  |
| Voroněžská gubernie                              | 1725–1779, 1796–1928                                            | V letech 1779–1796 to bylo Voroněžské místodržitelství. |  |